# Karl Lutz (Boxer)
Karl Lutz (* 23. Februar 1914 in Rottenegg; † unbekannt) war ein österreichischer Boxer und Olympiateilnehmer von 1936.

## Leben
Lutz trainierte beim BC Graf Wien und wurde 1936 Österreichischer Meister im Schwergewicht. Bei den 11. Olympischen Spielen desselben Jahres in Berlin schied er im Achtelfinale nach Punkten gegen Ernest Toussaint aus Luxemburg aus und erreichte damit Platz 9.